# Džedefhor
Džedefhor (ili Hordžedef) je bio princ drevnog Egipta, sin faraona Kufua (Keopsa). Živio je tijekom 4. dinastije. Egipćani su ga se sjećali još dugo nakon smrti te se pojavljuje u nekim pričama. Napisao je tekst u kojem iznosi pravila za dobar život.
Prije se vjerovalo da je ovaj princ bio otac kraljice Kentkaues I., ali je poslije dokazano da je to nemoguće.
Princ je bio nazvan po bogu-sokolu Horusu.

## Životopis
Džedefhor je bio sin faraona Kufua i njegove polusestre, kraljice Meritites I., brat krunskog princa Kauaba, kraljice Heteferes II., princeze Meritites, kraljice Meresank II. te princa Baufre. Živio je na dvoru zajedno sa svojom obitelji. Njegovi djed i baka su bili Snofru i Heteferes I.
Džedefhorov je naslov bio "kraljev sin od njegova tijela". Ime Džedefhorove supruge nije poznato. Imali su sina po imenu Auibra. Džedefhor je napisao djelo mudrosti za njega.
Džedefhor je nadživio faraone Džedefru i Kafru, svoju polubraću. Pokopan je sa svojom ženom u mastabi G 7210-7220 u Gizi. Džedefhorov granitni sarkofag danas se nalazi u Egipatskom muzeju u Kairu.

## Kult
Egipćani su smatrali Džedefhora božanstvom nakon njegove smrti. Štovali su ga u Sakari. Vjerovalo se kako je upravo on pronašao neke čarolije u Totovu hramu u Hermopolu tijekom Menkaurine vladavine. Te su čarolije zapisane u Knjizi mrtvih.
U doba Ramzesa, Džedefhora se sjećalo kao jednog od velikih književnika.

## U literaturi
Džedefhor se pojavljuje u priči Kufu i čarobnjaci. U priči, faraona Kufua (Keopsa) zabavljaju njegovi sinovi pričajući mu priče. Nepoznati princ te Kafra i Baufra ispričaju svoje priče, te tada dođe red na Džedefhora, koji reče svom ocu da postoji veliki čarobnjak koji ima moć uskrsnuća. Taj čarobnjak, imenom Džedi, zna broj tajnih odaja Totovog hrama.
Kufu je zatim naredio sinu da dovede čarobnjaka na dvor. Džedefhor je otišao na dug put te je doveo Džedija. Džedi je izveo nekoliko čuda na dvoru i zadivio faraona. Sprijateljio se s Džedefhorom.

## Teorija
Jedan natpis ovako popisuje vladare 4. dinastije – Kufu, Džedefra, Kafra, Džedefhor i Baufra. Prema tome, moguće je da je Džedefhor kratko vladao. Druga je mogućnost da je on naveden kao faraon zbog počasti.

## Vanjske poveznice
|  | Zajednički poslužitelj ima još gradiva o temi Džedefhor |